# Jean Saury
Jean Saury, ou Sauri, est un abbé philosophe, naturaliste, astronome et mathématicien français, polymathe né en 1741, ou 1734, aux environs de Rodez, probablement décédé au Bengale en 1785 .

## Biographie
Jean  Saury nait à Entraygues, diocèse de Rodez, dans l'Aveyron en 1741 ou 1734 . Son père est un artisan, qui le voue de bonne heure à l'état ecclésiastique. Habile enfant de chœur, Jean Saury chante au lutrin dès l'âge de neuf ans.
Elève du collège de Rodez, dirigé par les Jésuites, Saury est admis au séminaire de la même ville où il apprend à argumenter. Ordonné prêtre en 1758, il est appelé à un simple vicariat de campagne et refuse le poste qui lui est assigné, espérant être nommé à Rodez-même. Parti pour Toulouse, il postule immédiatement - par concours - à une chaire de philosophie ; il est nommé à Montpellier, où il professe pendant plusieurs années philosophie et mathématiques élémentaires.
Selon les mémoires de l'un de ses contemporains, il suit en même temps les cours de la faculté de médecine. Reçu médecin, sa dissertation "De modo procreandi mares plus quam fœminas" rendent ses mœurs suspectes au clergé local. Pressé par l'évêque de Montpellier de confesser ses fautes, Saury s'y serait refusé. Privé de sa chaire de philosophie, il serait parti pour Rome plaider son pourvoi. Il est possible qu'on le confonde alors avec son frère, lui aussi médecin.
La sentence de l'évêque étant maintenue, Saury serait rentré en France, à Paris, où il rencontre l'abbé de Prades, Diderot et l'abbé Raynal. Il commence alors à publier une longue liste de manuels de vulgarisation et de morale. Vers 1775, il se lie aux encyclopédistes.
Accusé de plagiat, l'abbé se fait désormais pamphlétaire. Il écrit contre le monopole des grains anonymement. Son livre déplait sous le ministère de Turgot. L'ouvrage est saisi, l'auteur supposé embastillé. Libéré, aigri et sans appui, il s'embarque pour les Indes vers l'âge de cinquante ans, à Travancore puis à l'intérieur du Décan. Présenté au roi de Golconde, il joue avec succès le rôle de médecin lors d'une épidémie. Il cesse alors tout commerce avec la France et on perd définitivement sa trace. Une notice de Lalande place sa mort en 1785, ce que d'autres auteurs ont mis en doute.

## Travaux
On doit plusieurs manuels à ce professeur de l'université de Montpellier, correspondant de l'académie des sciences de cette même ville, notamment des ouvrages de mathématiques, de physiques et de morale. 
Dans son premier ouvrage, Saury détaille sans preuve l’utilisation des coniques pour l’étude de la trajectoire des projectiles. 
Le paragraphe consacré à cette étude est intitulé « De quelques usages qu’on peut faire des sections coniques » et conduit à l’expression analytique de la trajectoire parabolique. À la fin de cet ouvrage, Saury tente de concilier les théories sur la force centrifuge cartésienne et la force centripète newtonienne. Il affirme :
« La force centrifuge n’est donc que la considération de la force d’inertie, qui demande que le mobile suive la tangente, tandis que la force centripète, en surmontant cette inertie, le ramène dans l’orbite ; ainsi la force centripète ne livre aucun combat à la force centrifuge. »
Il est alors en correspondance avec Georges-Louis Le Sage avec lequel il partage une vision très personnelle de la physique et des forces de la gravitation.
Sans rapport avec ses travaux scientifiques, une des grandes causes de l'abbé Saury est l'éducation des filles, 
Dans son ouvrage, la Morale d'un citoyen du monde ou la Morale de la raison, publié à Paris en 1776, Saury affirme : 
« Si l’on introduisoit les femmes das l’art de la guerre et de la politique, elles n’y devendroyent pas moins habiles que les hommes. »
Il en est moqué par ses contemporains ecclésiastiques, particulièrement par l’abbé Grosier et son commanditaire Fréron dans leur ultime publication de l'année littéraire.

## Ouvrages
- Institutions mathématiques servant d'introduction à un cours de philosophie, à l'usage des universités de France dans lequel on a renfermé l"arithmétique l"algèbre les fractions ordinaires et décimales, l'extraction des racines quarrées et cubiques, le calcul des radicaux et des exposants, les raisons, proportions et progressions arithmétiques et géométriques; les logarithmes, les équations, les problêmes indéterminés, la théorie de l'infini, les combinaisons, la géométrie et trigonométrie; la méthode de lever les plans, la mesure des terreins, la division des champs et le nivellement; les sections coniques, et les principes du calcul différentiel et du calcul intégral, et plusieurs connoissances utiles aux militaires. les matières sont traitées clairement et mises à la portée des commençants, publié à Paris en 1770, chez  Valade réédité notamment chez Froullé (4e édition) en 1786. On trouve ici :, l'édition de 1777 et ici, celle de 1786 : .
- L'Hydroscope et le ventriloque, ouvrage dans lequel on explique d'une manière naturelle à la portée de tout le monde comment un jeune Provençal voit à travers la terre et par quel artifice ceux qu on nomme ventriloques peuvent parler de manière que la voix paraisse venir du côté qu'ils veulent, publié à Amsterdam et Paris en 1772. Lire en ligne ici : .
- Cours de philosophie en français contenant la logique et la métaphysique à l'usage des gens du monde, publié à Paris en 1772.
- Éléments de métaphysiques à l'usage des gens du monde, Tome II, Tome III, publié à Paris en 1773, en ligne ici :  et .
- Cours complet de mathématiques, publié à Paris chez Ruault, en 1774 (5 volumes), on trouve ici les volumes ,   et .
- Abrégé du cours complet de mathématiques, publié à Paris en 1774 avec figures, réimprimé sous le titre de Précis de mathématiques à la portée de tout le monde, à Paris en 1776
- Réflexions d'un citoyen sur le commerce des grains, publié à Paris, chez Ruault, en 1775  (ouvrage anonyme que les mémoires de Bachaumont de 1775 attribuent à l'abbé Saury[11].
- la Morale d'un citoyen du monde ou la Morale de la raison, publié à Paris, chez Froullé, en 1776, lire en ligne : .
- Cours de physique expérimentale et théorique, publié à Paris en 1776 (4 volumes).  On y trouve un Traité élémentaire de mécanique et d'hydrodynamique. Le tome I est ici :, le tome II est ici : , le tome III est ici : , le tome IV est là : .
- Précis d'astronomie à la portée des jeunes gens de l'un et de l'autre sexe et de tous ceux qui veulent s'initier dans cette science en peu de temps et sans beaucoup de peine, publié à Paris, en 1777 ; 128 pages avec figures, à lire ici :. Ce petit ouvrage dit Lalande dans sa Bibliographie astronomique (p 560) est tiré en partie de son abrégé d'astronomie.
- Histoire naturelle du globe ou Géographie physique, publié à Paris en 1778, traduit en allemand, lire en ligne ici :
- Problèmes résolus servant de supplément au Cours de mathématiques, publié à Paris en 1778
- Physique du corps humain ou Physiologie moderne, publié à Paris en 1778
- Précis d'histoire naturelle, publié à Paris en 1778 et 1779, en 5 volumes
- Des moyens que la saine médecine peut employer pour multiplier un sexe plutôt que l'autre, publié à Paris en 1779
- Précis de physique, publié à Paris en 1780 (2 volumes), lire en ligne I

L'abbé Saury a publié en 1777 sept volumes de ses œuvres complètes et on a réuni, après sa mort, plusieurs de ses ouvrages :
- Cours complet de philosophie dont la Métaphysique ou préservatif contre le matérialisme, l'athéisme et le déisme, publié en 1794, à Paris, lire en ligne : Tome II, version en italien 1818.
- Cours complet de philosophie en français à l'usage des jeunes gens du monde contenant la logique la métaphysique la morale et la physique, publié à Paris en 1797 (en 8 volumes)